# Stazione di Traversagna
La stazione di Traversagna è stata una fermata ferroviaria posta sulla linea Milano-Saronno, a servizio del comune di Bollate. Venne sostituita dalla stazione di Bollate Nord.

## Storia
La fermata fu attivata il 5 ottobre 1879 insieme alla ferrovia, continuò il suo esercizio fino alla sua chiusura avvenuta nel 1990, in occasione del quadruplicamento della tratta ferroviaria Garbagnate a Novate Milanese.

## Strutture ed impianti
La fermata era priva del fabbricato viaggiatori ed era servita da due banchine.

## Movimento
La stazione era servita dai treni regionali in servizio sulla tratta Milano–Saronno.